# 집우집주
《집우집주》는 2019년 9월 27일에 방영한 《KBS 드라마 스페셜 2019》 시리즈 중 첫 번째 작품이다.

## 기획 의도
초라한 집에 콤플렉스를 가진 주인공 수아의 신혼집 구하기 프로젝트를 그린 현실 로코로, 현 시대를 살아가는 요즘 사람들의 최대 관심사인 집의 의미를 고찰한다.

## 줄거리
어릴 적부터 살고 있는 집에 대한 콤플렉스가 있는 건축디자이너 수아는 집주인이 전세금을 한꺼번에 5천만 원이나 올려달라는 요구에 난감해 한다. 남자친구 유찬이 이참에 같이 살자며 청혼하고, 처음으로 유찬의 부모님 댁을 방문한다. 그런데 유찬이 엄청나게 부유한 집안의 아들이었던 것을 알게 되고, 알 수 없는 위축감에 대형 사고를 치게 된다.

## 등장 인물

### 주요 인물
- 이주영 : 조수아(30대) 역 (아역 이한서)
- 김진엽 : 김유찬(30대) 역

### 주변 인물
- 한재이 : 이주연(30대) 역
- 서현철 : 조현석(59세) 역 - 수아의 아버지
- 윤유선 : 송현옥(55세) 역 - 수아의 어머니
- 이정열 : 김일선(60세) 역 - 유찬의 아버지
- 지수원 : 최신혜(57세) 역 - 유찬의 어머니
- 이창욱 : 선배 역
- 최대철 : 집주인 역

### 그 외 인물
- 김지아

## 수상 경력
- 2019년 KBS 연기대상 연작·단막극상 - 이주영